# Lycophidion nigromaculatum
Espèce
Synonymes
- Alopecion nigromaculatus Peters, 1863

Statut de conservation UICN

 LC  : Préoccupation mineure
Lycophidion nigromaculatum est une espèce de serpents de la famille des Lamprophiidae.

## Répartition
Cette espèce se rencontre au Ghana et au Cameroun.

## Publication originale
- Peters, 1863 : Über einige neue oder weniger bekannte Schlangenarten des zoologischen Museums zu Berlin. Monatsberichte der Königlich Preussischen Akademie der Wissenschaften zu Berlin, vol. 1863, p. 272-289 (texte intégral).